# Potok
Pôtok je dokaj ozek pas tekoče vode (vodotok), ki se navadno zliva v večje potoke in (kasneje ali neposredno) tudi v reke ali morja (oceane). Potoki, običajno niso širši od 3 m. Njihovo dno je kamnito, prodnato ali zamuljeno. Kamnito dno je pogosto obraslo z algami. Planktona v vodi skoraj ni.

## Vrste potokov

### Gozdni potok
Gozdni potoki izvirajo v gričevnatem ali hribovitem območju. Zaradi varstvene zaščite je večina teh potokov nekanaliziranih. Običajno imajo strm padec, kar lahko povzroča talno in bočno erozijo. Hitrost odtekanja vode je večja. Pri vtoku goznih potokov v kanalizacijo lahko pride do zamašitve, tako da so že v preteklosti številne potoke obzidali. Zaradi stalne osenčenosti in mešanja vode je voda v glavnem hladna in bogata s kisikom.

### Travniški potoki
Travniški potoki so v srednjem toku med gozdom in naselji. Če so ohranjeni so le-ti najbogatejši z rastlinstvom in živalstvom. Zanje je značilno z grmovjem obraslo obrežje v katerem se zadržujejo mnoge živali. Grmovje poskrbi za občasno osenčenje potoka. V ravninskem delu ima potok lahko meandre, tako da spodjeda zunanje bregove in nasipava notranje.

### Jarki
Jarki so umetni potoki, ki vodijo večinoma naravnost in so namenjeni odvajanju vode. Poljski jarki so običajno manjše struge in so namenjeni osuševanju. Voda je topla in revna s kisikom. 

### Potoki v naseljih
To so potoki, ki tečejo v naseljih, po zasebnih ali javnih površinah. Ti potoki odvajajo minimalno količino vode, visoke vode pa se odvajajo v kanalizacijski sistem.

### Obcestni potoki
Obcestni potoki tečejo v območju prometnega pasu, med dvema pasovoma ali pločnika. V večini primerov potekajo v ravni črti v omejenem prostoru. Izpostavljeni so različnim odpadkom in odpadnim materialom, ki so posledice prometa.